# Jeanne-Martine Vacher
Jeanne-Martine Vacher est une productrice éditoriale, journaliste, auteure, programmatrice culturelle, coach. Elle a été également l'une des voix des émissions musicales de France Culture pendant plus de 25 ans.

## Biographie
Jeann-Martine Vacher suit au cours de sa jeunesse des formations théâtrales variées : l'école classique avec Jean Meyer et Jeanine Berdin du conservatoire de Lyon ; contemporaines et vocales avec le Roy Art Theatre ; inscrites dans les mouvements sociaux avec Jean Hurstel émule d’Armand Gatti, etc.
Elle dirige Lilith Productions, une compagnie professionnelle et subventionnée, où elle fait l'apprentissage de l'écriture dramaturgique et de la mise en scène.
En parallèle, elle s'attache à transmettre ses connaissances et son expérience, y compris parfois dans des contextes sociaux particuliers : travaux d'expression avec des jeunes délinquants, réalisation d'un film avec les femmes de la Prison Montluc à Lyon, etc.) 
En 1985, Jeanne-Martine Vacher commence à travailler comme productrice à France Culture. Elle imagine et anime des dizaines de productions de grandes séries thématiques comme Euphonia, Musique Mode d’Emploi, prend en charge le magazine Musique à lire consacré aux livres sur la musique de 1993 à 2000 , et co-anime en parallèle avec Philippe Garbit les dimanches après-midi de France Culture avec l’émission généraliste La tasse de thé. Elle crée aussi Décibels, un magazine hebdomadaire qu'elle produira durant treize ans. 
Autres postes occupés :
- 1987-1988 : productrice et coordinatrice pour la France du projet d’un magazine européen : EURADIO/OFREDIA

- 1990 : adjointe à la direction des programmes musicaux de Radio France (France Musique, les programmes musicaux de France Culture et la chaîne satellite Hector).

- 1993 : adjointe de l’administrateur général à Opéra de Paris pour le développement culturel. Elle y créé les Parallèles, une programmation musicale, cinématographique, intellectuelle (colloques, débats, lectures…) autour des œuvres lyriques de la saison et assume la responsabilité des deux petites salles de l’Opéra Bastille : le Studio et l’Amphithéâtre.

En 2013, Jeanne-Martine Vacher quitte France Culture pour se consacrer à de nouveaux projets. Elle développe sa propre structure de production éditoriale, multimédia, écriture, coaching et événementiel : Multivox.
Elle écrit et anime des débats au sein de grandes institutions culturelles (Festival d’Île-de-France, Abbaye de Royaumont, Bibliothèque nationale de France, etc.).
En 2015-2016, elle devient conseillère éditoriale d’un grand projet autour de l’Abbaye aux Dames de Saintes et de ses offres au public. Dans ce cadre, elle imagine, écrit un nouveau parcours de visite : nouvel audio-guide de l’Abbaye aux Dames de Saintes. 
Jeanne-Martine Vacher est aussi coach « au service de ceux qui ressentent le besoin d’acquérir plus d’aisance et de créativité́ dans un cadre professionnel ou personnel ».
Son site officiel résume l'ensemble de ses activités à travers son journal ou l'on peut lire ses articles, critiques, reportages et écouter ses podcasts, mais aussi suivre toutes ses autres aventures professionnelles.

## Œuvres
Œuvre littéraire
- Sur la route de Janis Joplin, Paris, JBz & Cie, 2010, 2e éd. (1re éd. 1998), 494 p.; nouvelle édition LE MOT ET LE RESTE, 2019, 552 p. (ISBN 978-2-7556-0622-5, OCLC 758723273).

- Silence, Paris, Seuil, 2002, 539 p. (ISBN 978-2-02-036939-8, OCLC 50692613) | 978-2-3605-4856-9.

- La Traversée du Potomac : roman, Paris, Éd. du Panama, 2008, 266 p. (ISBN 978-2-7557-0318-4, OCLC 717614698).

Œuvre radiophonique
- La Musique est ma couleur, variations sur Jimi Hendrix, feuilleton radiophonique  en 15 épisodes de 24 minutes diffusé pour la première fois sur France Culture en 2008[5].
- Road-movie Bach, série de 5 émissions de 59 minutes diffusées sur France Culture du 21 juillet au 28 août 2010[6].